# Порцянко, Константин Иванович
Константин Иванович Порцянко (1793[…], Минская губерния — 11 июля 1841, Вильна) — российский хирург и офтальмолог, доктор медицины, профессор Виленского университета.

## Биография
Из дворян; родился в 1793 году в Минской губернии. Получив начальное образование в Повставском уездном училище, Порцянко 1 октября 1813 года был определен в Медицинский институт при Виленском университете, где 24 июня 1814 года получил степень кандидата философии, 4 мая 1818 года был произведён в степень магистра медицины, 10 февраля 1819 года был допущен к преподаванию в альма-матер лекций о повязках и хирургических снарядах, а 22 апреля того же года стал ассистентом при хирургической клинике Виленского университета.
18 мая 1819 года Порцянко получил учёную степень доктора медицины защитив диссертацию: «De cancro labiorum».
12 января 1820 года он был избран членом Императорского Виленского медицинского общества.
11 июня 1821 года Порцянко получил звание доктора хирургии и 22 июня того же года, по выбору, утверждён адъюнктом Виленского университета.
1 сентября 1822 года Порцянко был назначен к преподаванию курсов общей терапии и материи — медики, 30 июня 1824 года, по избранию, утвержден экстраординарным профессором, 6 июля 1824 года по выбору, утвержден цензором Виленского цензурного комитета, на один год, 12 июля 1825 года определён ординарным профессором вышеозначенных предметов, а 10 мая 1826 года утвержден визитатором училищ по городу Вильно.
С 1828 года на Порцянко было возложено чтение лекций по хирургии и управление хирургической клиникой.
Около двух лет Порцянко занимался изданием Виленского медицинского журнала, в котором были помещены и некоторые его статьи.

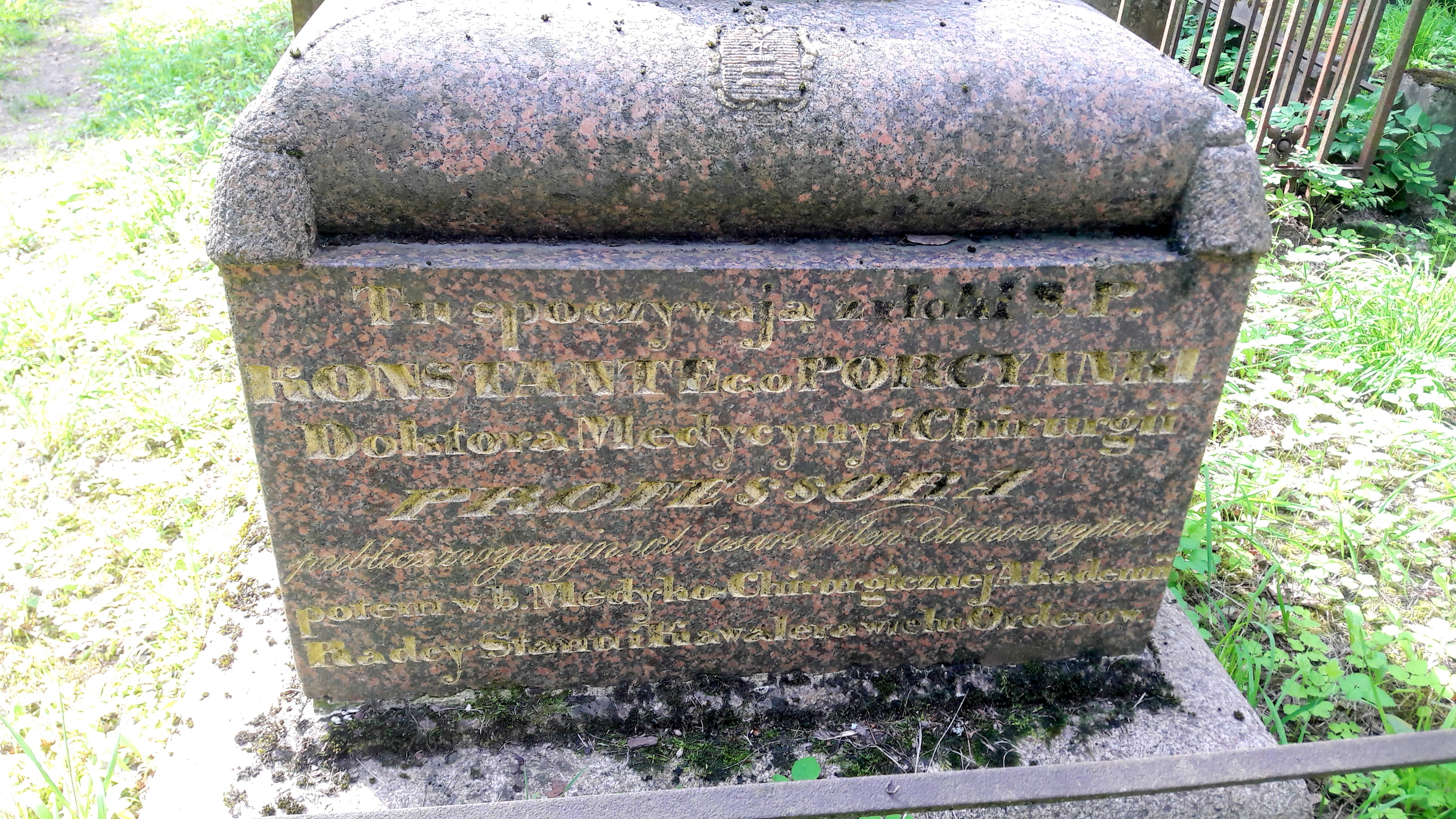
Могила К. И. Порцянко

После закрытия Виленского университета, Константин Иванович Порцянко 1 сентября 1832 года был перемещён в Императорскую Виленскую медико-хирургическую академию, на должность ординарного профессора хирургии, со включением окулистики и клиники наружных болезней, и оставался на этой должности до самой своей смерти, последовавшей 11 июля 1841 года. Был похоронен на Бернардинском кладбище.
Ему принадлежат более десятка опубликованных научных работ, перечисленных в «Словаре» Козминского.